# Radnai János (televíziós)
Radnai János (Csömör, 1928. január 9. – Budapest, 2002. július 27.) magyar sportújságíró, a Telesport főszerkesztője, a magyar sporttelevíziózás megteremtője.

## Életpályája
1949–1957 között a DIVSZ-nél dolgozott. 1957–1958 között a KISZ munkatársa volt. 1958–1988 között a Magyar Televízió Sportosztályának vezetője volt. 1961-ben diplomázott a Testnevelési Főiskola hallgatójaként. 1988–1996 között a Magyar Televízió tanácsadója volt.

### Munkássága
Első feladata 1958. januárjában a pozsonyi műkorcsolya Európa-bajnokság közvetítésének átvétele volt egy helybéli, magyarul beszélő újságíró kommentálásával.Az 1960. évi nyári olimpiai játékok volt az első olimpia, amelynek közvetítésének szervezésében részt vett; az 1996. évi nyári olimpiai játékok volt az utolsó. 1965-ben az Intervízió sportszekciójának elnökévé választották.
Nyugdíjba vonulásáig ő vezette a Magyar Televízió Sportosztályát és a Telesport meghatározó egyénisége volt.
Hosszú betegség után, 74 éves korában hunyt el.

## Könyvei
Foglalkozásunk: sportriporter (társszerző) Budapest, Sport Kiadó, 1979 ISBN 9632535448

## Díjai
- MOB-médiadíj (1996)